# Josep Maria Gomar i Moll
Josep Maria Gomar i Moll (Carcaixent, València, juliol de 1916 - València, 18 de juliol de 1982) fou un compositor i folklorista valencià.
Va iniciar els seus estudis al Conservatori de València, on fou deixeble de Manuel Palau. Durant la seva estada com a docent obtingué el primer premi en composició.
En la seva vida laboral, Gomar va treballar al mateix Conservatori impartint classes de solfeig. També va impartir classes d’harmonia al Conservatorio de Música de Murcia (1948) i de solfeig al Conservatori de Màlaga. Cal destacar que va pertànyer al Cuerpo de Directores de Banda de Música Civil.
Va dedicar-se a la recopilació de músiques folklòriques de tot el país, publicant varis quaderns d’harmonització de cançons populars editats per la Unión Musical Española. En l’àmbit folklòric, també col·laborà amb el seu mestre, Manuel Palau. Va donar varies conferències sobre la cançó popular i sobre compositors valencians.
Com a compositor, destaca per la producció de pàgines vocals i pianístiques. Fou autor d’una col·lecció de manuals teòrics que es van utilitzar en l'educació del Conservatori de València durant diversos cursos educatius.

## Obres musicals
Es conserven un total de 145 obres al Fons de Música Tradicional, concretament als municipis d'Alhaurí el Grande, Churriana, Guaro, Màlaga, Rincón de la Victoria (Málaga) i Melilla.
Obres teòriques: 
- Teoría de la música.[4]

Obres per a cor
- El sacristán de la aldea (Andalusia).
- El tío Pep.
- No lloréis, mis ojos.
- Un’agüela i un güelo.

Cançons:
- Canción de trilla.
- Con qué la lavaré.
- Corre, caballito.
- Idilio de agua y luna.
- La boda de la mariposa.
- Llueve sobre el río.
- Morado y verde limón.
- Villancico.

Obres per a guitarra:
- Canzonetta.
- Nana.

Obres per a piano:
- Añoranza.
- Scherzo. Canción de la mañana.
- Marionetas.
- Nocturno.

Música eclesiàstica: 
- Ave María, Mot, Co 3V iguales, E:VAcp.
- O bone Jesu.